# Vértes Imre (labdarúgó)
Vértes Imre dr., Wellisch (Budapest, 1892. december 20. – Törökbálint, 1931. május 22.) magyar nemzetközi labdarúgó-játékvezető. Nemzetközi nyilvántartókban Veres Imre néven is rögzítik. Polgári foglalkozása ügyvéd, zsákkereskedő.

## Családja
Wellisch József és Pollák Sarolta fiaként született. 1924. december 21-én Budapesten, a Terézvárosban feleségül vette a New York-i születésű Löffler Cecíliát, Löffler Vilmos és Schwartz Hermina leányát.

## Pályafutása

### Nemzeti játékvezetés
Játékvezetésből 1904-ben Budapesten a Bíró Bizottság előtt vizsgázott. Az MLSZ által üzemeltetett labdarúgó bajnokságokban kezdte sportszolgálatát. A Magyar Labdarúgó-szövetség a Bíró Bizottságának minősítésével 1906-tól NB II-es, 1916-tól NB I-es  játékvezető. Küldési gyakorlat szerint rendszeres partbírói szolgálatot is végzett. Korabeli irodalom szerint 1908–1914 között a legjobb mérkőzésvezetők közé tartozott. A nemzeti játékvezetéstől 1926-ban visszavonult. NB I-es mérkőzéseinek száma: 81.
| Időpont             | Helyszín                          | Mérkőzés típusa          | Mérkőzés   | Eredmény | Nézők száma |
| ------------------- | --------------------------------- | ------------------------ | ---------- | -------- | ----------- |
| 1916. szeptember 3. | Hungária körúti Stadion, Budapest | első NB I-es mérkőzése   | MTK–FTC    | 4 – 1    | 9000        |
| 1926. február 28.   | Hungária körúti Stadion, Budapest | utolsó NB I-es mérkőzése | Vasas– MTK | 1 – 1    | 15 000      |

#### Nemzeti kupamérkőzések
Vezetett kupadöntők száma: 1.

##### Magyar labdarúgókupa
| Időpont          | Helyszín                        | Mérkőzés típusa      | Mérkőzés                   | Eredmény | Nézők száma |
| ---------------- | ------------------------------- | -------------------- | -------------------------- | -------- | ----------- |
| 1922. június 18. | Hungária úti Stadion., Budapest | döntő első mérkőzése | Ferencvárosi TC–Újpesti TE | 2 – 2    | 5000        |

### Nemzetközi játékvezetés
A Magyar Labdarúgó-szövetség Bíró Bizottsága terjesztette fel nemzetközi játékvezetőnek, a Nemzetközi Labdarúgó-szövetség (FIFA) 1916-tól tartotta nyilván bírói keretében. Több nemzetek közötti válogatott és klubmérkőzést vezetett, vagy működő társának partbíróként segített. Az első világháború megszakította sportpályafutását, 1923-tól újra nemzetközi minősítésű. A nemzetközi játékvezetéstől 1926-ban búcsúzott. Válogatott mérkőzéseinek száma: 4.

#### A magyar labdarúgó-válogatott mérkőzései (1902–1929)
| Időpont           | Helyszín                    | Mérkőzés típusa | Mérkőzés                              | Eredmény | Nézők száma |
| ----------------- | --------------------------- | --------------- | ------------------------------------- | -------- | ----------- |
| 1916. október 1.  | Üllői úti Stadion, Budapest | felkészülési    | Magyarország–Ausztria                 | 2 – 3    | 16 000      |
| 1924. november 2. | Üllői úti Stadion, Budapest | felkészülési    | Budapest válogatott–Zágráb válogatott | 3 – 1    | 10 000      |

## Sportvezetőként
A Magyar AC főtitkára. 1926-ban a szövetségi kapitányt segítő válogató bizottság tagjai: Hajós Alfréd, Mamusich Mihály dr., Vértes Imre.

## Külső hivatkozások
- Vértes Imre. World Referee. [2014. július 14-i dátummal az eredetiből archiválva]. (Hozzáférés: 2016. január 5.)
- Vértes Imre. footballzz.com. (Hozzáférés: 2016. január 5.)
- Vértes Imre. footballdatabase.eu. (Hozzáférés: 2016. január 5.)
- Vértes Imre. eu-football.info. (Hozzáférés: 2016. január 5.)
- Vértes Imre. magyarfutball.h. (Hozzáférés: 2016. január 5.)
- Vértes Imre. mek-oszk.uz.ua. [2016. január 31-i dátummal az eredetiből archiválva]. (Hozzáférés: 2016. január 5.)
- Vértes Imre. magyarfutball.hu. (Hozzáférés: 2016. január 5.)
- Vértes Imre. eu-football.info. (Hozzáférés: 2016. január 5.)